# De Vakantieman
De Vakantieman was een Nederlands televisieprogramma gewijd aan het thema vakantie dat werd uitgezonden tussen 1991 en 1997 door RTL 4.

## De Vakantieman
Het programma werd gepresenteerd door Frits Bom die zich voor dit programma tooide met de titel Vakantieman. Voorheen was hij bij de VARA ook al Ombudsman en Antwoordman in het programma De Ombudsman, presenteerde hij zich als Konsumentenman (en presenteerde de daaruit afgeleide vakantieprogramma's Konsumentenman reizen, Konsumentenbus en Konsumentenboot) en na Vakantieman was hij Televisieman en Leningman.
Het programma werd rechtstreeks in de studio met publiek uitgezonden. Frits Bom zat achter een lessenaar met een wereldbol en op de achtergrond was het telefoonteam te zien dat tijdens de uitzending live de kijkers te woord stond die konden bellen en bepaalde wie rechtstreeks in de uitzending kwam. Het nummer dat de kijkers hiervoor moesten bellen, verscheen af en toe in beeld en werd door Frits Bom meegedeeld aan het begin van de uitzending. Ook was er een vaste vakantieman piccolo die Frits Bom assisteerde.
Aanvankelijk duurde een uitzending een uur, later werd het anderhalf uur. In het begin waren de uitzendingen tussen april en september maar later ook in januari en februari tijdens de Vakantiebeurs.
Een bekende kreet was: "Vakantieman, gezellig hè!" maar ook "Vakantieman, ben ik al bruin?". Sonny Reeder had in 1993 onder de naam Sonny Moreno nog een bescheiden hitje met het nummer de Vakantie-man met als refrein "Vakantieman, het is zo gezellig hier!".
In 1997 werd het programma voor het laatst uitgezonden, omdat RTL van mening was dat het programma voor een te oud publiek bestemd was en men wilde verjongen.

### Landenspel
Een bekend onderdeel was het zogeheten "landenspel" waarbij aan de hand van aanwijzingen in een aantal filmpjes het land moest worden geraden waar het in de uitzending om ging. Had een kijker het goed geraden dan moest hij of zij binnen dertig seconden op het land schieten met een vizier door de cameraman aanwijzingen te geven zoals naar links naar rechts naar boven naar onder waarbij het land op een bord ronddraaide. Uiteindelijk kwam dan na die dertig seconden het vizier op de exact geschoten plaats tot stilstand waarna Frits Bom een kruisje op de kaart plaatste en dit door een cartograaf werd opgemeten en de exacte plaats werd getoond. Men reisde dan exact naar deze plaats af en plaatste daar de vakantiemanvlag. Het was geen vakantie maar een werkvakantie met de opdracht de plaats te beoordelen op de toeristische mogelijkheden. Als een kijker naast het land schoot (bijvoorbeeld in zee) moest hij of zij thuisblijven. Hij of zij reisde dan niet af maar moest zijn of haar eigen woonplaats beoordelen op de toeristische mogelijkheden. Hier moest hij/zij dan ook de vakantiemanvlag plaatsen.
In de volgende uitzending kwam de kijker dan telefonisch in de uitzending om verslag te doen en veertien dagen later rechtstreeks in de uitzending. Ze namen altijd een souvenir mee uit het land of hun woonplaats(indien naast het land was geschoten) voor Frits Bom die deze in een vitrine plaatste die in de loop der jaren steeds voller werd met souvenirs.
Later ging men samen met iemand uit het publiek, die voor hem of haar een wildvreemde was, waar men ook op moest schieten door de cameraman aanwijzingen te geven. Het publiek probeerde met bordjes met kreten erop de aandacht te trekken om juist op hem of haar te schieten.
Weer later moest men eerst de vakantiemand (naar voorbeeld van de konsumentenmand in de Konsumentenman) vinden die ergens in het land was verstopt en die de kijkers aan de hand van aanwijzingen in een filmpje moesten vinden. In de vakantiemand zat dan een telefoonnummer waarmee ze rechtstreeks met Frits Bom in de uitzending konden bellen. Ook moest men dan met zijn buurman of buurvrouw op reis in plaats van met iemand uit het publiek.

### Andere programmaonderdelen
Elke uitzending was er ook een bepaald thema over een onderwerp dat met vakantie had te maken waarbij het publiek, en de kijkers per telefoon, met deskundige van gedachten konden wisselen en vragen konden stellen of opmerkingen konden maken.
Net als destijds bij de Ombudsman en de Konsumentenman konden de kijkers brieven insturen met vragen of klachten die dan in een filmpje werden voorgelezen dat steevast begon met Geachte Vakantieman en eindigde met Wat vindt u daar nu van Vakantieman?, waarna Frits Bom, of een deskundige, antwoord gaf.
Ook lieten de verslaggevers Peter van Zundert en Michiel Praal maar ook Frits Bom zelf vakantievierders op een blanco landkaart van Europa plaatsen aanwijzen waarbij die meestal volkomen verkeerd werden aangewezen.
Ook was het programma op zoek naar hij of zij die de meeste verschillende vakantielanden had bezocht. Hij of zij werd dan in de studio uitgenodigd en somde de bezochte landen dan op. Telkens bleek er echter dan toch weer een andere kijker te zijn die nog meer landen had bezocht.
Ook verkoos men de beste en de slechtste vakantieplaats in zowel Nederland als het buitenland. Aan de grens vroeg men aan vakantiegangers wat die allemaal meenamen in de kofferbak naar het buitenland.
Regelmatig vonden er testen plaats. Zo was er een prijs- en kwaliteitsvergelijking tussen verschillende pretparken maar ook werden bijvoorbeeld hotels en campings getest.
Soms werd met het publiek een quiz gespeeld. Zo was er in een uitzending een aantal vakantie-entertainers die een spel met het publiek speelden.
Men kon bij het programma vakantieman-vlaggetjes bestellen waarvan het de bedoeling was dat deze overal ter wereld werden opgehangen en gefilmd waarna de beelden dan met de vakantiegangers, die dan de kreet Vakantieman gezellig hè uitspraken, in de uitzending te zien waren. De beste inzender kreeg dan een T-shirt en de titel adjunct-vakantieman.
Een ander bekend onderdeel waren de Antigroeten, waarbij de vraag werd gesteld: "Aan wie wilt u niet de groeten doen?"

## De Vakantieman op reis
Omdat Frits Bom ondanks dat het programma gestopt was nog steeds onder contract stond bij RTL 4 wilde hij graag toch nog een programma maken. Hij spande hiervoor zelfs een kort geding aan en de rechter gaf hem gelijk. Daarom kwam er in 1998 toch nog een nieuw programma ondanks dat RTL 4 eigenlijk van het contract met Frits Bom af wilde.
Het programma heette voortaan De Vakantieman op reis. In dit programma, dat voortaan in de vooravond werd uitgezonden in plaats van primetime, ging hij hierbij in tegenstelling tot het eerdere programma dat in een studio met publiek werd opgenomen, nu zelf met camera en een cameraman op reis en deed verslag. Hij ging daarbij elke week naar een ander land. Eén aflevering ging volledig over zijn geboortestad Rotterdam. Het programma bleef beperkt tot één seizoen.

## Trivia
- Het programma De Vakantieman gebruikte het nummer That's My Home van Louis Armstrong als intromuziek. In De Vakantieman op reis werd als intromuziek het nummer McNamara's Band van The Boys of the Isle gebruikt.
- Het programma vertoonde op veel onderdelen een sterke gelijkenis met het latere programma Groeten van MAX, dat vanaf 2019 verderging onder de naam MAX vakantieman. Sybrand Niessen werd hiermee de opvolger van Frits Bom als vakantieman.[1]